# Gens Erucia
La gens Erucia fue una familia de plebeyos en la Antigua Roma. Los primeros miembros de esta gens aparecen mencionados a primeros del siglo I a. C. Sin embargo, en el siglo II del Imperio, los Erucii lograron distinción considerable.

## Praenomina utilizados
Los praenomina asociados con los Erucii son Gaius, Marcus, y Sextus.

## Ramas y cognomina
La única familia conocida de los Erucii en la historia llevan el cognomen Clarus.